# وينفيلد سكوت ستراتون
وينفيلد سكوت ستراتون (بالإنجليزية: Winfield Scott Stratton)‏ هو مستكشف أمريكي، ولد في 22 يوليو 1848 في جيفرسونفيلي في الولايات المتحدة، وتوفي في 14 سبتمبر 1902 في كولورادو سبرينغس في الولايات المتحدة.